# Sparrmannia angola
Sparrmannia angola är en skalbaggsart som beskrevs av Evans 1989. Sparrmannia angola ingår i släktet Sparrmannia och familjen Melolonthidae. Inga underarter finns listade i Catalogue of Life.